# نيك بورلي
نيك بورلي (بالإنجليزية: Nick Burley)‏ مواليد 17 مايو 1875 في أوستين - الوفاة 5 مارس 1911، كان ملاكم محترف أمريكي صنّف ضمن فئة الوزن الثقيل.

## إحصائيات
خاض خلال مسيرته 72 نزالا، فاز في 45 وتعادل في 5 وخسر في 21. فاز بالضربة القاضية في 37 نزالا.